# Філінська (Красноборський район)
Філінська (рос. Филинская) — присілок в Красноборському районі Архангельської області Російської Федерації.
Населення становить 0 осіб. Входить до складу муніципального утворення Пермогорське сільське поселення.

## Історія
Від 2004 року входить до складу муніципального утворення Пермогорське сільське поселення.

## Населення
1. Н/Д[2]